# Benkt-Erik Hedin
Benkt-Erik Hedin, född 21 februari 1934 i Helsingborg, död 12 januari 2019 i Tyresö, var en svensk författare och översättare.
Hedin blev fil.mag. 1960, var litteraturkritiker i Kvällsposten 1960–1965, i Sydsvenska Dagbladet 1965–1970 och medarbetade i BLM från 1965.
Som författare skrev han bland annat lättläst poesi för vuxna och som översättare ägnade han sig framförallt åt att presentera tyska författare.
Hedin var under många år medlem av Sveriges Författarförbunds styrelse och gjorde stora insatser för utvecklingen av förbundets internationella kontakter. Han var även ordförande i Lars Salviusföreningen. Han är far till översättaren och slavisten Tora Hedin.
Benkt-Erik Hedin är gravsatt i minneslunden på Bollmora kyrkogård i Tyresö.

## Priser och utmärkelser
- 1981 – ABF:s litteratur- & konststipendium
- 1981 – Bengt Hjelmqvists pris
- 1998 – Hederspennan